# Paramphiascopsis pallidus
Paramphiascopsis pallidus är en kräftdjursart som först beskrevs av Sars 1906.  Paramphiascopsis pallidus ingår i släktet Paramphiascopsis och familjen Diosaccidae. Inga underarter finns listade i Catalogue of Life.